# Erin Heatherton
Erin Heather Bubley (Skokie, Illinois; 4 de marzo de 1989) conocida como Erin Heatherton, es una modelo estadounidense que fue ángel de Victoria's Secret desde 2010 hasta 2013.

## Infancia
Erin nació y fue criada en Skokie, Illinois, hija de Mark Bubley y Laura Stein. Su familia es judía y asistió a Salomón Schechter Day School, una escuela judía, así como a Niles North High School.

## Carrera
Heatherton fue descubierta por la cazatalentos Arri Taylor en South Beach, Florida en un viaje a Miami cuando era una adolescente en 2006. A los 17 años se mudó a Nueva York y firmó con la agencia MarilynEn septiembre de 2006 realizó su primer trabajo importante desfilando para Diane von Furstenberg. Ese mismo año se convirtió en imagen de Michael Kors.
En 2008 desfiló para Rosa Chá, Valentino, Naeem Khan y Rock & Republic y apareció en anuncios de Diesel y Dolce & Gabbana. Al año siguiente pasó por las pasarelas más exigentes, desfilando para Elie Saab, Jason Wu, Oscar de la Renta, entre otros.
Otras pasarelas en las que ha desfilado han sido para la marca Colcci y Antalya en Turquía, así como también en el Dossi Dosso Fashion Show en 2012. Ha aparecido en las revistas Vogue, Marie Claire y GQ.
En 2013 se anunció que sería la nueva imagen de XOXO para la temporada primavera/verano. En 2014 participó en la inauguración de la tienda de moda brasileña, "Rosa Chá", junto a otras modelos como Barbara Palvin, Frida Gustavsson y Taylor Marie Hill, desfilando también para la marca Desigual. En noviembre de ese año participó en un video musical para la banda Plastic Plates para la canción "Stay in Love". Ese mismo año dio el punto de partida para el "Global Citizen Festival" de ese año en la ciudad de Nueva York con la iluminación en el Empire State y posteriormente dar su discurso.
Junto a las ángeles de Victoria's Secret Adriana Lima, Lily Aldridge y Behati Prinsloo condujo el decimosegundo "Leather & Laces" para la Super Bowl de ese año. En 2014 y según la revista Forbes, facturó 3 millones de dólares. Actualmente es imagen de Nordstrom  y ha sido portada de Sports Illustrated.

### Victoria's Secret
Erin participó por primera vez en la pasarela del Victoria's Secret Fashion Show en 2008, y al año siguiente entra al grupo de las modelos favoritas sobre la pasarela . En el 2010 participa en su primer desfile como ángel. En el año 2012 finaliza su contrato como ángel, para seguir trabajando como modelo convencional para la marca. Realizó su último desfile en el 2013.

## Vida personal
Entre 2011 y 2012 fue pareja del actor Leonardo DiCaprio.
Desde mediados de 2021, mantiene una relación con el empresario de origen polaco Karol Kocemba. Anunciaron su compromiso a principios de marzo de 2022. Se casaron en enero de 2023. Su hija Eila Kocemba nació en mayo de 2024.

### Demanda de Sportswear
La estilista de moda Clare Byrne demandó a Heatherton en 2017 por 10 millones de dólares como compensación por una supuesta marca de ropa de deporte llamada RetroActive que nunca vio la luz.

### Bancarrota
En abril de 2019 se declaró en bancarrota.

## Filmografía
| Año  | Título               | Papel                | Notas  |
| ---- | -------------------- | -------------------- | ------ |
| 2013 | Grown Ups 2          | Ginger               | [ 15 ] |
| 2014 | She's Funny That Way | Invitada de hotel #2 |        |

| Año  | Título                    | Papel         | Notas                             |
| ---- | ------------------------- | ------------- | --------------------------------- |
| 2013 | The League                | Coach Crowley | Episodio: "The Credit Card Alert" |
| 2014 | Million Dollar Contractor | Ella misma    | Episodio: "Supermodel Pad"        |